# Глобальний саміт миру
Глобальний саміт миру (англ. Summit on Peace in Ukraine) — міжнародна зустріч лідерів країн заради миру в Україні. Саміт, який підготували Україна та Швейцарія, відбувся 15-16 червня 2024 року поблизу міста Люцерн в Швейцарії.

## Історія
Під час Саміту лідерів G20 2022 року було оприлюднено 10 пунктів Української формули миру, для її реалізації проведено зустрічі на рівні послів 80 країн, акредитованих в Україні, а також чотири зустрічі радників з питань національної безпеки в Копенгагені, Джидді, на Мальті та у Давосі.
До підготовки участі американської делегації в саміті миру був залучений уряд США. Радник президента США з питань нацбезпеки заявив, що США є ключовим гравцем, який сприяє просуванню бачення миру в Україні, заснованого на збереженні суверенітету й територіальної цілісності.
У 2023 році Генеральна Асамблея ООН проголосувала за резолюцію про «Принципи Статуту Організації Об'єднаних Націй, що лежать в основі досягнення всеосяжного, справедливого та міцного миру в Україні», закликала держави-члени та міжнародні організації «подвоїти підтримку дипломатичних зусиль», спрямованих до миру.

## Передумови та причини
Головною передумовою стала агресивна політика Російської Федерації щодо України, Російсько-українська війна та воєнні злочини Росії проти України.

### Інші причини
- Російсько-українська війна (з 2014)
- Пропаганда агресивної війни проти України
- Інші передумови

## Підготовка

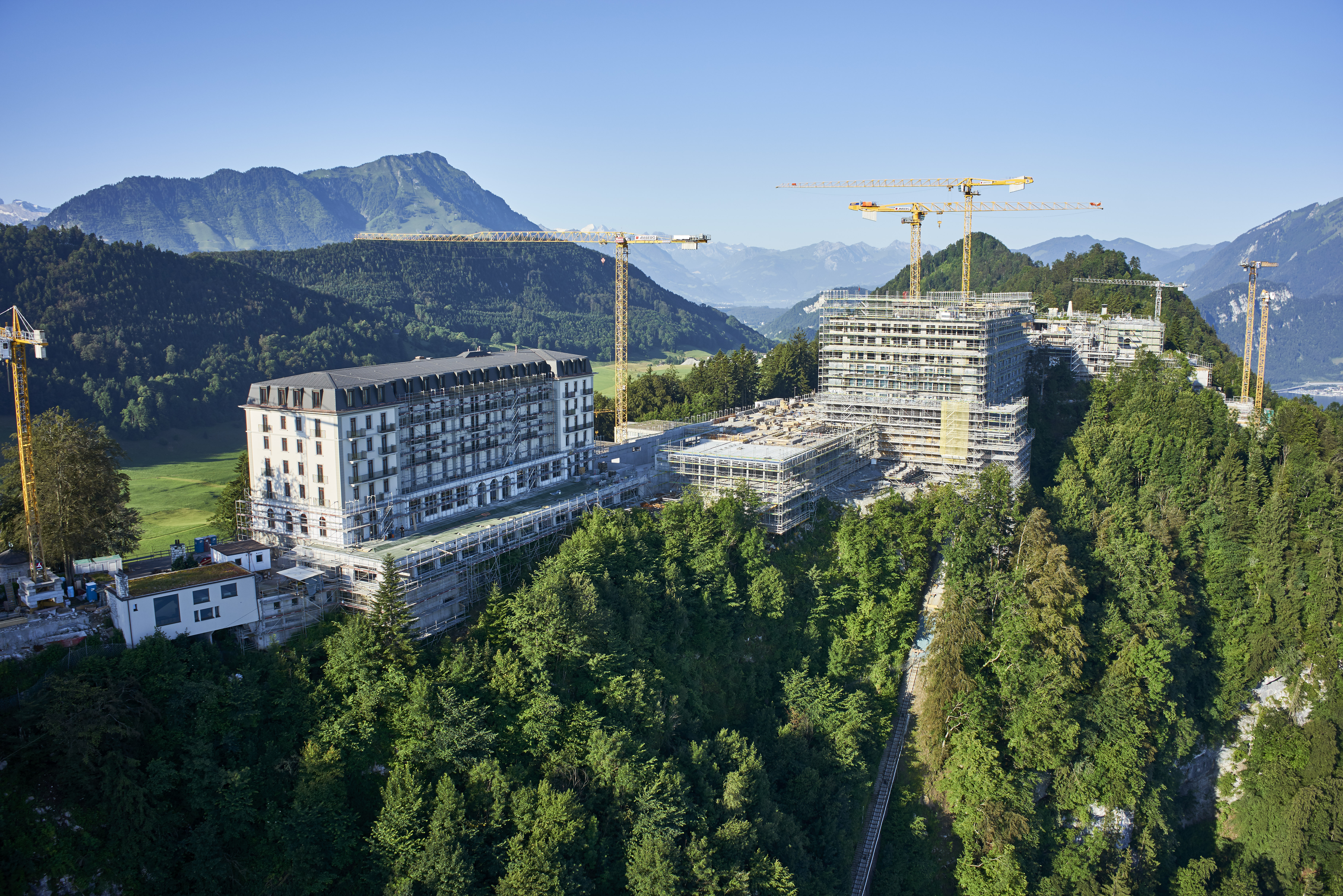
Готель «Бюрґеншток» однойменного Бюрґеншток (курорт) у Нідвальдені під час реконструкції 2016 року

Україна і Швейцарія почали підготовку до саміту на рівні лідерів країн з 16 січня 2024 року. Очікувалася участь 80-100 країн.

### Місце
Місцем проведення саміту був готель у Швейцарії в кантоні Нідвальден, неподалік міста Люцерн на курорті біля гори Бюрґеншток.

### Безпека
Плани безпеки саміту передбачали залучення 4000 співробітників швейцарських сил безпеки, обмеження повітряного простору навколо Бюрґенштока, розгортання швейцарських ВПС. За даними Swissinfo, доступ громадськості до курорту Бюргеншток був обмежений, а гостей доставляли на вертольотах.

## Мета
Головна мета саміту — почати мирний процес, забезпечити платформу для діалогу та формування розуміння миру в Україні, визначити дорожню карту щодо залучення обох сторін. Цей захід «має на меті створити форум для діалогу на високому рівні щодо шляхів досягнення всеосяжного, справедливого та міцного миру для України відповідно до міжнародного права та Статуту ООН». Це має стати основою для мирного процесу. Мирні переговори щодо закінчення війни — це питання про цінності, про світ, заснований на правилах, які захищає Україна, її західні партнери та більшість держав-членів ООН.

## Програма

### 15 червня
- 14:30 — виступи президента України Зеленського і президента Швейцарії Віоли Амгерд
- 17:30-18:30 — відкриття
- 18:30 — вступні промови
- 20:00 — спільне фото

### 16 червня
Заплановані три робочі сесії з питань продовольчої, ядерної та гуманітарної безпеки.
- 15:30 — початок підсумкової пресконференції Зеленського та Віоли Амгерд[14].

## Заяви лідерів
Після відкриття Глобального саміту миру лідери заявили про шлях до миру.
Президентка Швейцарії Віола Амгерд заявила, що пошук шляху до миру вимагає зусиль з усіх боків.
Голова Європейської ради (Президент Європейської ради) Шарль Мішель:
|  | Мир вимагає діалогу. Будь-який майбутній діалог із Росією має бути заснований на міжнародному праві та статуті ООН, і саме Україна має вирішити, коли він стане можливим. |

|  | ... у цій війні є один агресор, і це Росія, і одна жертва — народ України й люди України. |

Прем'єр-міністр Великої Британії Ріші Сунак:
|  | Україна не просила цієї війни, але у захисті своєї держави українці вражають. |

Канцлер ФРН Олаф Шольц:
|  | Мир — це більше ніж відсутність війни. Негайне припинення вогню без серйозних перемовин просто легітимізує захоплення росією землі. І воно приведе до нового замороженого конфлікту. |

Голова Європейської комісії Урсула фон дер Ляєн:
|  | Світ має задуматися чи це правильно що більша країна може напасти на сусідню й забрати територію. Відповідь – ні. Замороження конфлікту, коли іноземні війська окуповують Україну, не є відповіддю. Це рецепт для подальших агресивних війн. Натомість нам потрібно підтримати справедливий та тривалий мир, який відновить суверенітет та територіальну цілісність, непорушність кордонів. Суверенітет всіх держав – саме це на кону. |

Президент Франції Еммануель Макрон:
|  | Всі з нас віддані побудові сталого миру. Але, як вже було сказано, таким миром не може стати українська капітуляція. Тому передумовою миру є допомога Україні у відбитті агресії. |

## Делегації держав та учасники
| Організатори (2) Учасники (89) | Спостерігачі (2) Росія (агресор) |

Україна і Швейцарія запросили понад 160 делегацій, зокрема членів G7, G20, БРІКС, Ватикан, ЄС, ООН, Раду Європи та ОБСЄ.

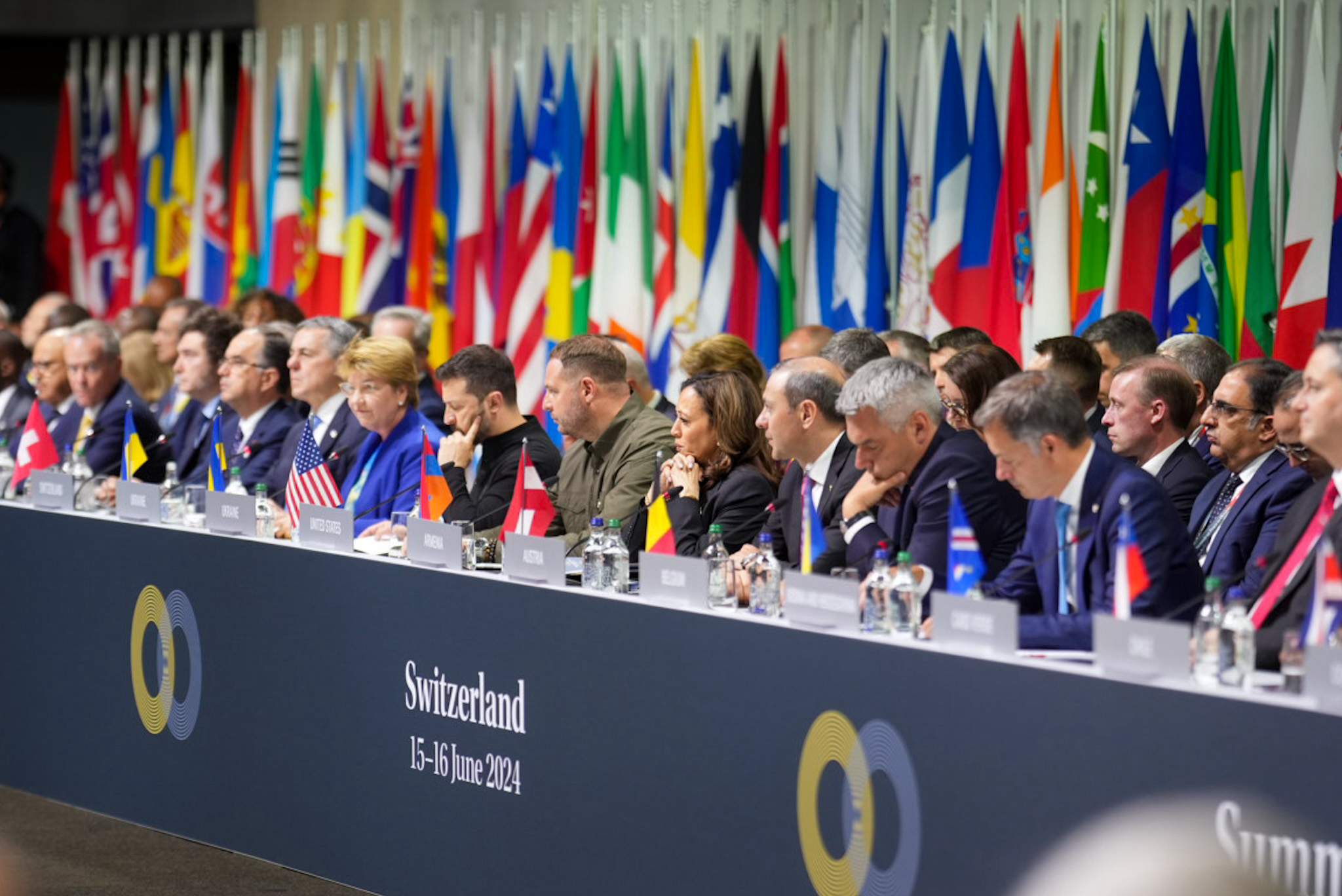
Представники держав на Глобальному саміті миру у Швейцарії.

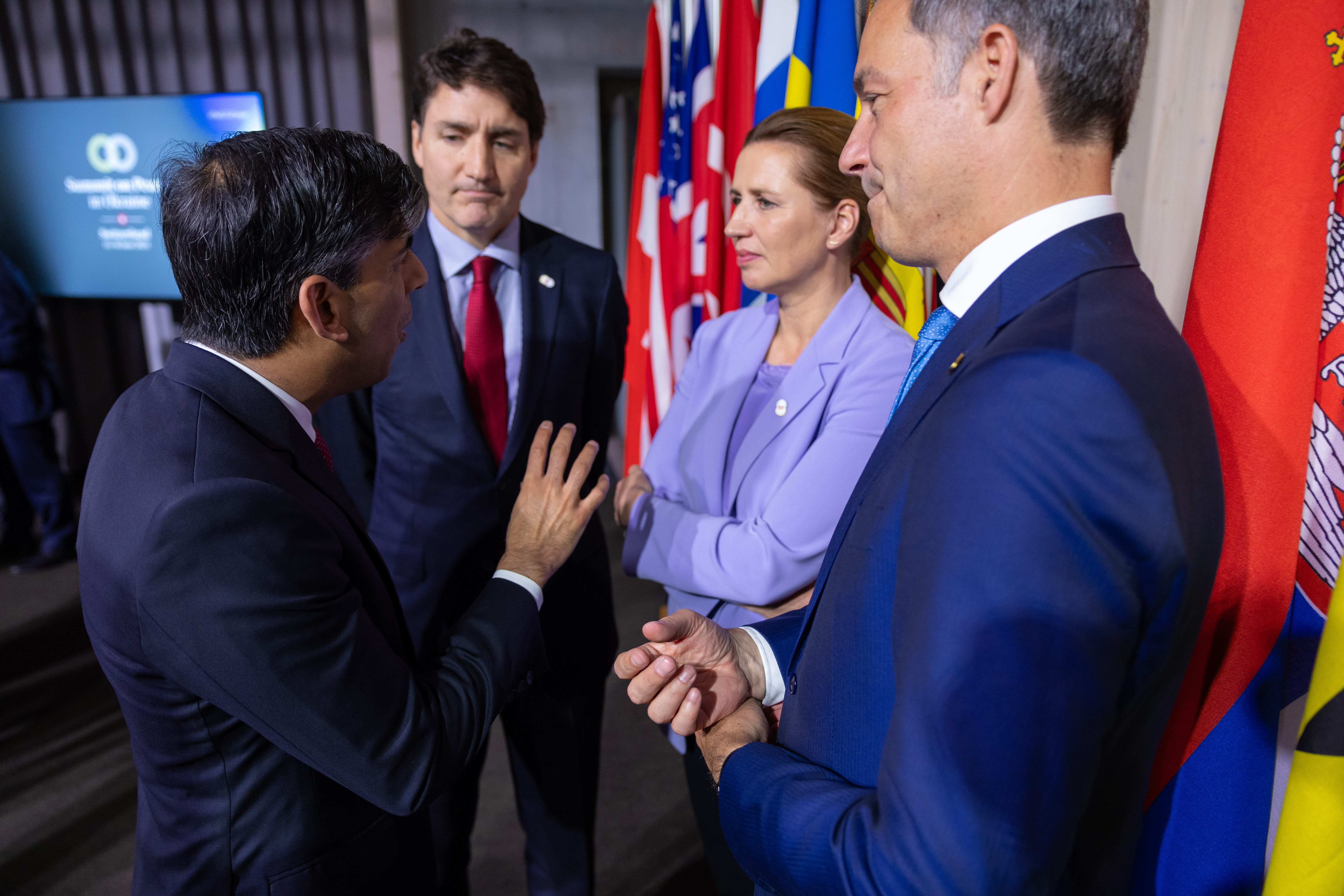
Ріші Сунак, Джастін Трюдо, Метте Фредеріксен та Александер Де Кроо на саміті миру. 15 червня 2024 року

Загалом у Глобальному саміті миру взяли участь 93 країни. З них 56 представлені на найвищому рівні — президентів або прем'єр-міністрів; 32 держави — на міністерському рівні (здебільшого очільників МЗС); 5 держав — на рівні послів: Бразилія, Ізраїль, Індонезія, ОАЕ та Південна Африка. Бразилія і Святий Престол мали статус спостерігача, а не учасника саміту.
З міжнародних організацій у Швейцарії були представлені Рада Європи, ОБСЄ, Організація американських держав та три інституції ЄС (Європейська рада, Європейська комісія, Європейський парламент). ООН і Вселенський патріархат були у статусі спостерігачів.

### Учасники
|  | Держава-член ЄС та (або) НАТО |
|  | Держава з обмеженим визнанням |
|  | Релігійні структури           |

| №  | № | Держави-учасниці         | Глава делегації                               | Посада                                                                 | Комюніке |
| -- | - | ------------------------ | --------------------------------------------- | ---------------------------------------------------------------------- | -------- |
| 1  |   | Австралія                | Білл Шортен                                   | Міністр урядових служб                                                 | Так      |
| 2  |   | Австрія                  | Карл Негаммер                                 | Федеральний канцлер                                                    | Так      |
| 3  |   | Албанія                  | Байрам Беґай                                  | Президент                                                              | Так      |
| 4  |   | Андорра                  | Шав'є Еспот Самора                            | Прем'єр-міністр                                                        | Так      |
| 5  |   | Аргентина                | Хав'єр Мілей                                  | Президент                                                              | Так      |
| 6  |   | Бахрейн                  | Абдуллатіф аль-Заяні                          | Міністр закордонних справ                                              | Ні       |
| 7  |   | Бельгія                  | Александер де Кроо                            | Прем'єр-міністр                                                        | Так      |
| 8  |   | Бенін                    | Олушегун Аджаді Бакарі                        | Міністр закордонних справ                                              | Так      |
| 9  |   | Болгарія                 | Димитр Главчев                                | Прем'єр-міністр                                                        | Так      |
| 10 |   | Боснія і Герцеговина     | Денис Бечирович                               | Голова Президії                                                        | Так      |
| 11 |   | Бразилія (спостерігач)   | Клаудія Фонсека Буцці                         | Посол у Швейцарії                                                      | Ні       |
| 12 |   | Ватикан (спостерігач)    | П'єтро Паролін                                | Державний секретар                                                     | Ні       |
| 13 |   | Велика Британія          | Ріші Сунак                                    | Прем'єр-міністр                                                        | Так      |
| 14 |   | Вірменія                 | Армен Григорян                                | Секретар Ради безпеки                                                  | Ні       |
| 15 |   | Гамбія                   | Ісмаїла Сісей                                 | Міністр інформації                                                     | Так      |
| 16 |   | Гана                     | Нана Аддо Данква Акуфо-Аддо                   | Президент                                                              | Так      |
| 17 |   | Гватемала                | Бернардо Аревало                              | Президент                                                              | Так      |
| 18 |   | Греція                   | Кіріакос Міцотакіс                            | Прем'єр-міністр                                                        | Так      |
| 19 |   | Грузія                   | Саломе Зурабішвілі                            | Президент                                                              | Так      |
| 20 |   | Данія                    | Метте Фредеріксен                             | Прем'єр-міністр                                                        | Так      |
| 21 |   | Домініканська Республіка | Луїс Абінадер                                 | Президент                                                              | Так      |
| 22 |   | Еквадор                  | Данієль Нобоа                                 | Президент                                                              | Так      |
| 23 |   | Естонія                  | Кая Каллас                                    | Прем'єр-міністр                                                        | Так      |
| 24 |   | Ізраїль                  | Йоель Едельштейн                              | Депутат, голова зовнішньополітичного та оборонного комітету парламенту | Так      |
| 25 |   | Індія                    | Паван Капур                                   | Державний секретар міністерства закордонних справ                      | Ні       |
| 26 |   | Індонезія                | Нгурах Сваджайя                               | Посол у Швейцарії                                                      | Ні       |
| 27 |   | Ірак                     | Фуад Хусейн                                   | Міністр закордонних справ                                              | Ні       |
| 28 |   | Ірландія                 | Саймон Гарріс                                 | Тишех                                                                  | Так      |
| 29 |   | Ісландія                 | Б'ярні Бенедіктссон                           | Прем'єр-міністр                                                        | Так      |
| 30 |   | Іспанія                  | Педро Санчес                                  | Прем'єр-міністр                                                        | Так      |
| 31 |   | Італія                   | Джорджа Мелоні                                | Прем'єр-міністр                                                        | Так      |
| 32 |   | Йорданія                 | Ібрагім Джазі                                 | Державний міністр у справах Прем'єр-міністра                           | Ні       |
| 33 |   | Кабо-Верде               | Уліссеш Коррея-і-Сілва                        | Прем'єр-міністр                                                        | Так      |
| 34 |   | Канада                   | Джастін Трюдо                                 | Прем'єр-міністр                                                        | Так      |
| 35 |   | Катар                    | Мухаммад бін Абдулрахман бін Джассім Аль Тані | Прем'єр-міністр                                                        | Так      |
| 36 |   | Кенія                    | Вільям Руто                                   | Президент                                                              | Так      |
| 37 |   | Кіпр                     | Нікос Христодулідіс                           | Президент                                                              | Так      |
| 38 |   | Коморські Острови        | Дойхір Дулкамал                               | Міністр закордонних справ                                              | Так      |
| 39 |   | Коста-Рика               | Стефан Бруннер                                | Віцепрезидент                                                          | Так      |
| 40 |   | Кот-д'Івуар              | Алассан Уаттара                               | Президент                                                              | Так      |
| 41 |   | Латвія                   | Едгарс Рінкевичс                              | Президент                                                              | Так      |
| 42 |   | Литва                    | Ґітанас Науседа                               | Президент                                                              | Так      |
| 43 |   | Ліберія                  | Нату Освальд Тве                              | Міністр юстиції та генеральний прокурор                                | Так      |
| 44 |   | Лівія                    | Мухамед аль-Менфі                             | Голова Президентської Ради                                             | Ні       |
| 45 |   | Ліхтенштейн              | Даніель Ріш                                   | Прем'єр-міністр                                                        | Так      |
| 46 |   | Люксембург               | Люк Фріден                                    | Прем'єр-міністр                                                        | Так      |
| 47 |   | Мавританія               | Мохамед Ях'я Саїд                             | Заступник міністра закордонних справ                                   | Ні       |
| 48 |   | Мальта                   | Міріам Спітері Дебоно                         | Президент                                                              | Так      |
| 49 |   | Мексика                  | Алісія Барсена                                | Міністр закордонних справ                                              | Ні       |
| 50 |   | Молдова                  | Мая Санду                                     | Президент                                                              | Так      |
| 51 |   | Монако                   | Ізабель Берро                                 | Міністр закордонних справ                                              | Так      |
| 52 |   | Нідерланди               | Марк Рютте                                    | Прем'єр-міністр                                                        | Так      |
| 53 |   | Німеччина                | Олаф Шольц                                    | Федеральний канцлер                                                    | Так      |
| 54 |   | Нова Зеландія            | Марк Мітчелл                                  | Міністр поліції                                                        | Так      |
| 55 |   | Норвегія                 | Йонас Гар Стьоре                              | Прем'єр-міністр                                                        | Так      |
| 56 |   | ОАЕ                      | Анвар Ґарґаш                                  | Старший дипломатичний радник президента                                | Ні       |
| 57 |   | Палау                    | Сурангел Віппс (молодший)                     | Президент                                                              | Так      |
| 58 |   | Перу                     | Хав'єр Гонсалес-Олаечеа                       | Міністр закордонних справ                                              | Так      |
| 59 |   | Південна Корея           | Кісун Банг                                    | Міністр у справах уряду                                                | Так      |
| 60 |   | ПАР                      | Сідней Муфамаді                               | Посол                                                                  | Ні       |
| 61 |   | Північна Македонія       | Гордана Силяновська-Давкова                   | Президент                                                              | Так      |
| 62 |   | Польща                   | Анджей Дуда                                   | Президент                                                              | Так      |
| 63 |   | Португалія               | Марселу Ребелу де Соза                        | Президент                                                              | Так      |
| 64 |   | Руанда                   | Вінсент Бірута                                | Міністр внутрішніх справ                                               | Ні       |
| 65 |   | Румунія                  | Лумініца Одобеску                             | Міністр закордонних справ                                              | Так      |
| 66 |   | Сан-Марино               | Лука Беккарі                                  | Державний секретар закордонних справ                                   | Так      |
| 67 |   | Сан-Томе і Принсіпі      | Гарет Гвадалупе                               | Міністр закордонних справ                                              | Так      |
| 68 |   | Саудівська Аравія        | Фейсал Бінь Фархан Аль-Сауд                   | Міністр закордонних справ                                              | Ні       |
| 69 |   | Сербія                   | Марко Джуріч                                  | Міністр закордонних справ                                              | Так      |
| 70 |   | Сінгапур                 | Сім Енн                                       | Старший державний міністр закордонних справ та національного розвитку  | Так      |
| 71 |   | Словаччина               | Юрай Бланар                                   | Міністр закордонних справ                                              | Так      |
| 72 |   | Словенія                 | Наташа Пірц Мусар                             | Президент                                                              | Так      |
| 73 |   | Сомалі                   | Хасан Шейх Махмуд                             | Президент Сомалі                                                       | Так      |
| 74 |   | США                      | Камала Гарріс                                 | Віцепрезидент                                                          | Так      |
| 75 |   | Суринам                  | Альберт Рамдін                                | Міністр закордонних справ                                              | Так      |
| 76 |   | Таїланд                  | Русс Джалічандра                              | Заступник міністра закордонних справ                                   | Ні       |
| 77 |   | Східний Тимор            | Шанана Гужмау                                 | Прем'єр-міністр                                                        | Так      |
| 78 |   | Туреччина                | Хакан Фідан                                   | Міністр закордонних справ                                              | Так      |
| 79 |   | Угорщина                 | Петер Сіярто                                  | Міністр закордонних справ                                              | Так      |
| 80 |   | Уругвай                  | Омар Паганіні                                 | Міністр закордонних справ                                              | Так      |
| 81 |   | Україна (організатор)    | Володимир Зеленський                          | Президент                                                              | Так      |
| 82 |   | Фіджі                    | Вільям Катонівере                             | Президент                                                              | Так      |
| 83 |   | Філіппіни                | Карліто Гальвес молодший                      | Радник Президента з питань миру, примирення та єдності                 | Так      |
| 84 |   | Фінляндія                | Александр Стубб                               | Президент                                                              | Так      |
| 85 |   | Франція                  | Емманюель Макрон                              | Президент                                                              | Так      |
| 86 |   | Хорватія                 | Андрей Пленкович                              | Прем'єр-міністр                                                        | Так      |
| 87 |   | Чехія                    | Петр Павел                                    | Президент                                                              | Так      |
| 88 |   | Чилі                     | Габрієль Борич                                | Президент                                                              | Так      |
| 89 |   | Чорногорія               | Яков Мілатович                                | Президент                                                              | Так      |
| 90 |   | Швейцарія (організатор)  | Віола Амгерд                                  | Президент                                                              | Так      |
| 91 |   | Швеція                   | Ебба Буш                                      | Віцепрем'єр-міністр                                                    | Так      |
| 92 |   | Японія                   | Фуміо Кісіда                                  | Прем'єр-міністр                                                        | Так      |
| 93 |   | Косово                   | Вйоса Османі                                  | Президент                                                              | Так      |

Президент Колумбії Густаво Петро відмовився від участі напередодні саміту після того, як його офіційно зареєстрували і перелік учасників його не включає.
| № | № | Міжнародні структури, організації                | Глава делегації        | Посада                                                                       | Комюніке |
| - | - | ------------------------------------------------ | ---------------------- | ---------------------------------------------------------------------------- | -------- |
| 1 |   | Вселенський патріархат (спостерігач)             | Варфоломій I           | Патріарх Константинопольський                                                | Так      |
| 2 |   | Європейська комісія                              | Урсула фон дер Ляєн    | Президент                                                                    | Так      |
| 3 |   | Європейська рада                                 | Шарль Мішель           | Президент                                                                    | Так      |
| 4 |   | Європейський парламент                           | Роберта Мецола         | Голова                                                                       | Так      |
| 5 |   | Організація американських держав                 | Луїс Альмагро          | Генеральний секретар                                                         | Так      |
| 6 |   | Організація з безпеки і співробітництва в Європі | Єн Борґ                | Голова                                                                       | Ні       |
| 7 |   | Організація Об'єднаних Націй (спостерігач)       | Розмарі Ді Карло       | Заступник Генерального секретаря з політичних питань і питань розбудови миру | Ні       |
| 8 |   | Рада Європи                                      | Марія Пейчинович-Бурич | Генеральний секретар                                                         | Так      |

## Спільне комюніке
| Підтримали (90) Відмовилися (16) | Росія (агресор) |

Спільне комюніке щодо обрисів миру:

За підсумками саміту опубліковано Спільне комюніке про основи миру на сайті президента України:
|  | Ми зібралися у Швейцарії 15–16 червня 2024 року, щоб посилити діалог на високому рівні щодо шляхів до всеосяжного, справедливого та стійкого миру для України. Ми вкотре наголошуємо на резолюціях Генеральної Асамблеї ООН A/RES/ES-11/1 від 02.03.2022 та A/RES/ES-11/6 від 23.02.2023 та підкреслюємо нашу відданість дотриманню міжнародного права, включно зі Статутом Організації Об’єднаних Націй. |

 Зокрема, Резолюція Генеральної Асамблеї ООН містить вимогу повного виведення російських військ.
Підсумкове Спільне комюніке підписали 80 держав і чотири організації. Пізніше Йорданія (16 червня), Ірак (16 червня) та Руанда (17 червня) відкликали свої підписи, а Вселенський патріархат (17 червня), Антигуа і Барбуда (18 червня), Замбія (19 червня), Організація американських держав (19 червня), Барбадос (21 червня), Маршаллові Острови (21 червня), Малаві (24 червня), Гаяна (25 червня), Тонга (26 червня), Мікронезія (28 червня), Маврикій (10 липня), Папуа Нова Гвінея (11 липня), Ботсвана (5 серпня), Панама (10 вересня) та Парагвай приєдналися до комюніке. Отож кількість підписантів збільшилася до 96 (90 держав та 6 організацій). Вселенський патріархат взяв участь у саміті, як спостерігач та підтримав принципи, викладені у підсумковій декларації.

## Реакції
За словами глави МЗС Швейцарії Іньяціо Кассіса, існувало 6-7 мирних планів. Шлях до миру веде через об'єднання найкращих рис усіх існуючих планів у рамках Статуту ООН.

Китай підготував свій «мирний» план і 1 серпня оприлюднив «консенсус (спільно з Бразилією) з шести пунктів»:
- дотримуватись «трьох принципів» для охолодження ситуації: зупинення воєнних дій, незагострення конфлікту і нерозповсюдження його на нові території;
- визнання того факту, що діалог та перемовини – єдиний можливий спосіб вирішення кризи;
- сторони конфлікту повинні уникати нападів на цивільних осіб і цивільні об'єкти, захищати жінок, дітей та інших жертв конфлікту, а також поважати основні права військовополонених;
- протидіяти використанню ядерної, біологічної та хімічної зброї, запобігати розповсюдженню ядерної зброї та уникати ядерних криз;
- протидіяти збройним нападам на мирні ядерні об'єкти;
- спільно підтримувати міжнародну співпрацю в енергетиці, фінансах, торгівлі зерном, транспорті тощо, спільно підтримувати безпеку ключової інфраструктури, такої як нафто- та газопроводи, енергетичні об’єкти та підводні оптичні кабелі, а також забезпечувати стабільність глобальної системи постачання[82].

## Рішення
Генеральна Асамблея ООН вимагала від РФ припинити війну проти України та вивести війська з України в межах її міжнародно визнаних кордонів.
Другий Саміт планувалося провести до виборів у США 2024 року.